# Біллі Мітчелл
Біллі Мітчелл (англ. Billy Mitchell) — щитовий вулкан (пірокластичний щит), розташований на острові Бугенвіль, що входить до складу Автономного регіону Бугенвіль, в Папуа Нова Гвінея.

## Географія
Вулкан Біллі Мітчелл — це невеликий пірокластичний щит, урізаний кальдерою діаметром 2-2,4 км, заповненою кратерним озером. Названий на честь Вільяма Мітчелла, генерала армії Сполучених Штатів 20 століття, якого вважають батьком ВПС США. Висота вулкана 1544 метри над рівнем моря. Розташований за 32 км на південний схід від найвищого вулкана острова — Бальбі (2715 м) та за 6 км на північний схід від вулкана Багана (1855 м). Складений переважно андезитами і дацитами. Складається з крутих і обривистих кальдер з видом на однойменне озеро в кратері вулкана. Схили вулкана покриті тропічним лісом, ближче до вершини присутній лише трав'яний покрив.

## Озеро кальдери
Рівень поверхні озера кальдери Біллі Мітчелл знаходиться на висоті приблизно 1013 м над рівнем моря, загальна площа поверхні 3 км², а максимальна глибина приблизно 88,3 м. Єдиний вид риби в озері — довгоперий полінезійський вугор anguilla megastoma. Озеро частково живить річку Текан.

## Виверження
Виверження в сучасну історичний добу мали вибуховий характер. Відомі 2 виверження. Перше відбулося близько 1030 року, з індексом вулканічної вибуховості (експлозивності) щонайменше VEI-5 і було схоже на виверження китайського стратовулкана Байтоушань (Пекту), що сталося в X столітті. Ці виверження були настільки потужними за силою, що, можливо, навіть тимчасово вплинули на клімат в своїх регіонах. Друге і останнє виверження було ще потужнішим і відбулося близько 1580 року, з індексом вулканічної вибуховості щонайменше VEI-6. Тоді стався потужний вибух з великим викидом тефри. Ігнімбрити того виверження покрили територію в радіусі 20-25 кілометрів на схід від вулкана. Дане виверження утворило кальдеру на його вершині.